# Saint-Julien-sur-Sarthe
Saint-Julien-sur-Sarthe település Franciaországban, Orne megyében. Lakosainak száma 679 fő (2022. január 1.). Saint-Julien-sur-Sarthe Vidai, Barville, Buré, Coulonges-sur-Sarthe, Le Mêle-sur-Sarthe, Pervenchères, Saint-Léger-sur-Sarthe és Saint-Quentin-de-Blavou községekkel határos.

## Népesség
A település népessége az elmúlt években az alábbi módon változott:
| Lakosok száma | 683  | 688  | 699  | 677  | 677  | 676  | 694  | 687  | 679  |
|               | 2013 | 2015 | 2016 | 2017 | 2018 | 2019 | 2020 | 2021 | 2022 |